# Nimco Happy
Nimco Elmi Ali (stage-naam: Nimco Happy) is een Somalische zangeres, geboren in Mogadishu en opgegroeid in Hargeisa en Nairobi. Sinds 2021 woont en werkt ze in Noorwegen. Ze werd internationaal bekend door haar meertalig gezongen hit "Isii Nafta (Love You More Than My Life)".

## Levensloop
Nimco Happy komt uit een artistieke familie, voornamelijk bestaande uit dichters. Haar muzikale carrière begon in 2015, maar ze verwierf wereldwijde bekendheid dankzij de virale verspreiding van "Isii Nafta" in 2021 via TikTok.

## Doorbraak: “Isii Nafta”
“Isii Nafta” werd oorspronkelijk in 2017 uitgebracht en was al populair in Somalië. In 2021 brak het nummer wereldwijd door op social media, mede dankzij de unieke mix van Somalisch, Engels, Arabisch en Swahili in de songtekst.
Dankzij de viraliteit ervan tekende Nimco bij Polydor Records en werd het nummer op 28 oktober 2021 officieel wereldwijd uitgebracht onder de titel “Isii Nafta (Love You More Than My Life)”.

## Internationale impact
Het nummer werd massaal gebruikt op TikTok, met miljoenen video's, waaronder van beroemdheden zoals Cardi B en Bella Hadid. Dit leidde tot wereldwijde bekendheid en culturele waardering voor Somalische muziek.
In de Billboard World Digital Song Sales chart bereikte "Isii Nafta" positie 23, waarmee Nimco Happy het eerste Somalische nummer werd dat deze prestatie behaalde.

## Persoonlijk leven
Nimco was getrouwd, maar ging later uit elkaar. Op 17 november 2021 trouwde ze opnieuw met haar toenmalige partner, Abdalla Fabio.